# 皮科东奶酪
皮科东奶酪（法語：Picodon）產自法國南部的罗讷河地區。皮科东奶酪的外殼薄，芝士肉為白色，外殼和奶酪肉均會隨成熟度變硬，奶酪的風味亦會逐漸增加。